# 兰亭集序神龙本

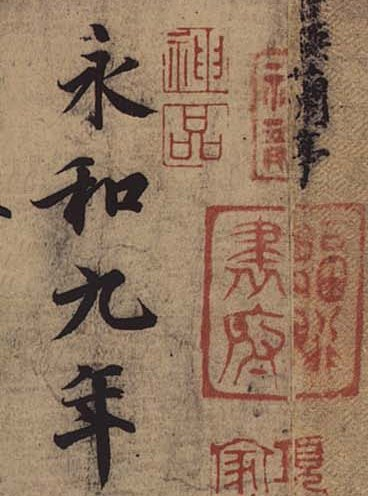
卷首鈐「神龍」半印

《兰亭集序神龙本》，現存的《蘭亭集序》摹本之一，據傳是唐朝冯承素摹本。存世摹寫《蘭亭集序》的墨迹以“神龍本”最为著名，因卷首鈐有唐中宗李顯神龍年號小印，故得名「神龍本」，且由於神龍印跡只有左半，或稱「神龍半印本」，以便与其它摹本相区别。該本現藏於北京故宮博物院。

## 評價
冯承素以雙鉤廓填法摹寫王羲之原本真跡《蘭亭集序》，摹写精细，笔法、墨气、行款、神韵都得以体现。引首有乾隆所題的「晉唐心印」四個大字，後紙有宋明20家的題跋、觀款，有鈐鑒藏印180余方。考證認為「神龍」半印非真，「馮承素摹」的說法也未必可信，但《神龍本》依然是眾多摹本中品質較佳的精品之作。

## 影響

### 收藏者
根據題跋、印記和其他記載，該本流傳經過大致如下：
- （南宋）高宗
- （南宋）理宗內府
- （南宋）駙馬都尉楊鎮
- （元）郭天錫
- （明）內府
- （明）王濟
- （明）項元汴
- （清）陳定
- （清）季寓庸
- （清）乾隆內府
- （共和國）北京故宮博物院

### 著錄情況
《蘭亭集序神龍本》曾在下列作品中被提到：
- （明）汪砢玉《珊瑚網書錄》
- （明）吳其貞《書畫記》
- （清）卞永譽《式古堂書畫匯考‧書考》
- （清）顧復《平生壯觀》
- （清）吳升《大觀錄》
- （清）阮元《石渠隨筆》
- （清）《石渠寶笈‧續編》

清朝，《神龍本》被刻入圓明園「蘭亭八柱」，列為第三。

## 考證
2008年，中國學者王開儒將此本與天一閣藏豐坊刻本《蘭亭序》對照後，認為此本為明朝摹本，可能是豐坊根據天一閣藏刻本仿作。